# Rebeca Moreno
Rebeca Moreno là một hoa hậu đến từ đất nước El Salvador. Cô là Hoa hậu Hoàn vũ El Salvador 2008 và đại diện cho nước này tham dự cuộc thi Hoa hậu Hoàn vũ 2008 được tổ chức tại Nha Trang, Việt Nam. Tuy có một chiều cao khiêm tốn, chỉ 1,60 m nhưng nhờ sự thân thiện và hòa đồng dễ mến, cô đã được các thí sinh của cuộc thi Hoa hậu Hoàn vũ 2008 bình chọn là Hoa hậu Thân thiện.